# Utopia (sèrie de televisió)
Utopia és una sèrie de televisió britànica creada per Dennis Kelly i emesa per primer cop el 15 de gener del 2013 a Channel 4.

## Argument
La història comença al voltant d'un grup de fans dels còmics que, mitjançant fòrum es posen en contacte per parlar del seu còmic preferit, Utopia Experiments. Descobreixen que el còmic en qüestió és un manuscrit creat per un autor turmentat maníac, depressiu i psicòtic que prediu els desastres de la humanitat. Poc després, descobreixen que aquest manuscrit també el busca una organització anomenada "The Network", una agrupació sense escrúpols que farà qualsevol cosa per a apoderar-se del manuscrit.

## Episodis
| Capítol 1           | Capítol 2           | Capítol 3           | Capítol 4           | Capítol 5            | Capítol 6            |
| ------------------- | ------------------- | ------------------- | ------------------- | -------------------- | -------------------- |
| 15 de gener de 2013 | 22 de gener de 2013 | 29 de gener de 2013 | 5 de febrer de 2013 | 12 de febrer de 2013 | 19 de febrer de 2013 |

S'està rodant una segona temporada que s'estrenarà el 2014.

## Personatges Principals
- Jessica Hyde, interpretada per l'actiriu Fiona O'Shaughnessy, perseguida des que era petita. És la filla de Philip Carvel, qui va escriure el manuscrit Utopia.
- Becky, interpretada per l'actriu Alexandra Roach, és una estudiant a punt d'entrar postgrau i lectora del manuscrit Utopia. Creu que hi ha una conspiració al voltant de la mort del seu pare i per això investiga el manuscrit.
- Ian Johnson, interpretat per l'actor Nathan Stewart-Jarrett, és un informàtic que mitjançant els fòrums sobre la novel·la gràfica manuscrita coneix a Becky, s'hi enamora i junts investiguen sobre el que està escrit en el manuscrit
- Wilson, interpretat per l'actor Adeel Akhtar, és un personatge obsessionat amb la tecnologia i la seva pròpia seguretat. Quan els perseguit per 'The Network, pateix per la vida del seu pare, però Jessica menteix dient-li que no ha mort.
- Grant Leetham, interpretat per l'actor Oliver Woollford, és un nen d'onze anys que fingeix tenir-ne vint-i-quatre en el fòrum en el qual el grup entra en contacte per primera vegada. Grant és el primer a obtenir el manuscrit d'Utopia que més tard amaga amb complicitat d'una noia que coneix, Alice Ward.
- Michael Dugdale, interpretat per l'actor Paul Higgins, és un alt funcionari del govern britànic que és víctima de xantatge per part de The network perquè va deixar a Anya (Anna Madeley), una prostituta russa, embarassada.
- Arby, "Raisin Boy" R.B. nom real de Pietre i Lee, interpretats respectivament pels actors Neil Maskell i Paul Ready, són dos assassins a sou que treballen per a la xarxa, busquen a Jessica Hyde i els manuscrits Utopia. Lee tortura a Wilson, però el primer se les arregla per escapar, disparant a Lee.
- Milner, interpretada per l'actriu Geraldine James,

## Personatges secundaris
- Philip Carvel
- Jen Dugdale
- Alice Ward
- Geoff
- Donaldson
- L'assistenta
- Conran Letts
- Detective Reynolds
- Bejan Chervo

## Estrena
La sèrie va ser llançada en DVD i Blu-ray l'onze de març de 2013. Inclou material documental, escenes eliminades i comentaris del director.

## Crítiques
- Nota de IMDb
- Nota de film affinity